# Cucina andalusa

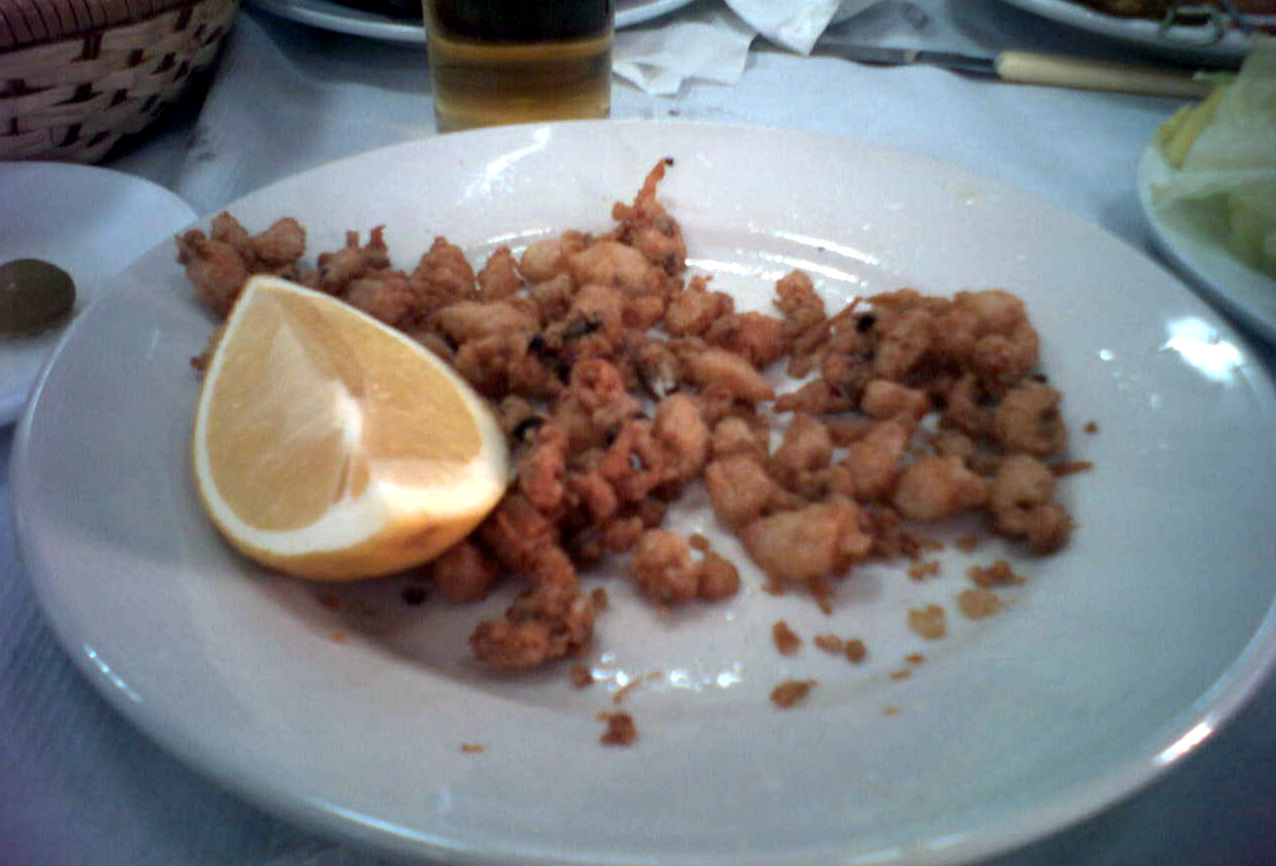
Puntillitas

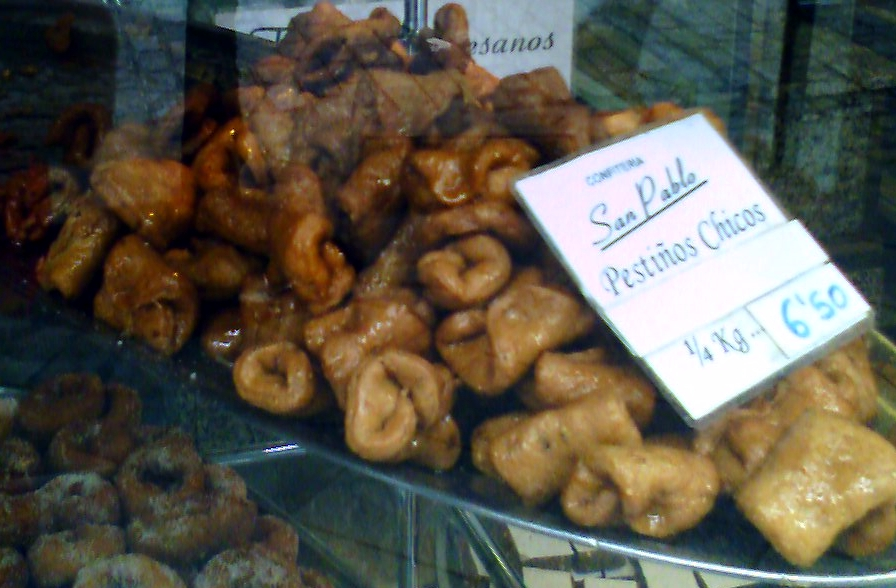
Pestiños de Miel

La cucina andalusa è la cucina regionale dell'Andalusia in Spagna. È caratterizzata da zuppe fredde (tra cui gazpacho e salmorejo), pesce fritto (spesso chiamato pescaìto frito), prosciutti di Jabugo, della Valle de los Pedroches e di Trevélez, olive preparate e i vini di Jerez, in particolare lo sherry.

## Piatti
Altri piatti andalusi:
- Flamenquín (Córdoba)
- Ajoblanco (Málaga-Cádiz)
- Gazpacho andaluz (Gazpacho andaluso)
- Salmorejo
- Pipirrana (Jaén)
- Habas con calzones
- Huevos a la flamenca
- Alcauciles rellenos (Cádiz)
- Migas de Harina
- Gachas
- Tortillas de camarón (Cádiz)
- Puchero
- Gazpachuelo (Málaga)
- Bienmesabe o adobo
- Ajo harina (Jaén)
- Soldaditos de Pavía
- Pringá
- Los fechos de la ficci
- El pipito
- Patatas a lo pobre
- Tortilla spagnola (di patate)
- Torta de aceite
- Oxtail
- Poleá
- Serranito
- Pan de Cádiz

## Zuppe

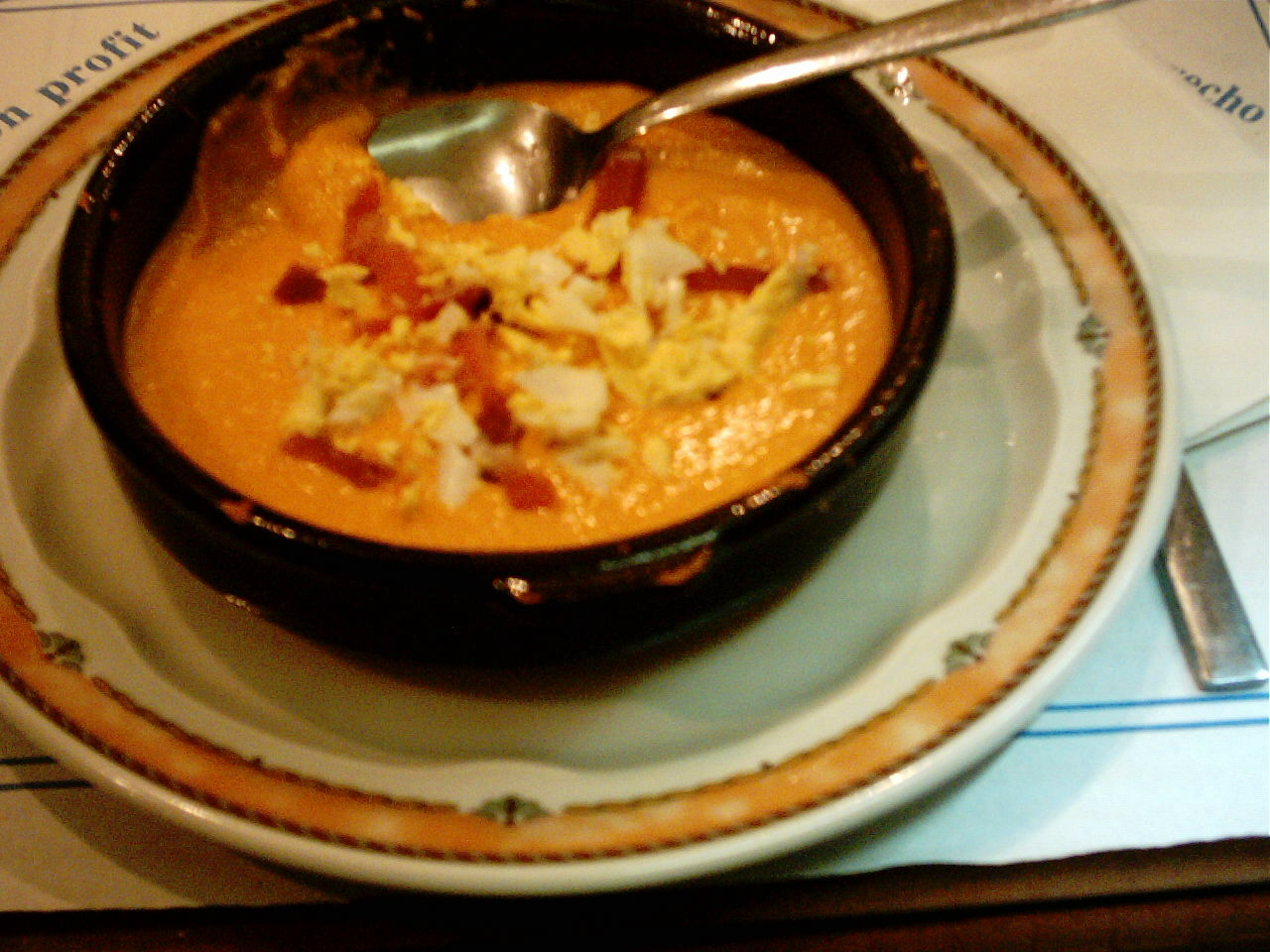
Salmorejo di Cordova

Nella cucina andalusa vi è una vasta serie di zuppe fredde, accomunate dai seguenti ingredienti: pane o verdure crude, aglio, aceto, olio e sale. Si tratta di una serie di piatti tipici del periodo estivo, facili da preparare, con ingredienti poveri ancorché nutrienti.
Originariamente, nei mesi caldi, le zuppe fredde costituivano il pranzo dei contadini e dei braccianti e venivano consumate direttamente nei campi; oggi sono entrate a far parte della cucina spagnola e, per quanto riguarda il gazpacho, della cucina internazionale.
Di seguito le principali tipologie di zuppe fredde nella cucina andalusa:
- salmorejo (o salmorejo cordobés): zuppa fredda a base di pomodoro, aglio, pezzi di pane duro, olio extravergine di oliva, aceto e sale, il tutto frullato. La sua consistenza è quella di un purè o di una salsa; il piatto si serve con l'aggiunta in cima di spicchi di uovo sodo, pezzetti di jamón serrano (prosciutto crudo stagionato) ed un filo di olio d'oliva. Ad Osuna, in provincia di Siviglia, è noto come ardoria o aldoria.

- gazpacho: a differenza del salmorejo contiene molta acqua, peperoni, cipolle e cetrioli. Non ha guarnizione e si serve anche in bicchiere.

- porra (tipica di Antequera): simile al salmorejo, talvolta guarnita anche con pezzetti di tonno.

- mazamorra (tipica di Cordova): rispetto al conterraneo salmorejo non contiene pomodori bensì mandorle; come guarnizione ha uova sode ed olive nere.

- ajoblanco (tipico di Malaga): significa “aglio bianco” ed infatti ha un aspetto bianco, in quanto non contiene alcun tipo di verdura, bensì pane, uva e mandorle (oltre ad olio, aceto, aglio e sale).

## Vino
Tipici della cucina andalusa sono diversi tipi di vino come il Málaga e gli sherry (fino, manzanilla, oloroso, Pedro Ximénez).
Il vino di Montilla, benché simile allo sherry, non è tecnicamente uno sherry, ma gli si dà il nome amontillado, col significato di "nello stile di Montilla".